# バッド・ローズ
バッド・ローズ (Bad Roads, Плохие дороги, Погані дороги) は、ナターリヤ・ヴォロジュビート監督による2020年公開のウクライナのドラマ映画。2020年9月3日に第35回ヴェネツィア国際映画祭批評家週間で初上映され、コンペティション部門で上映された。2021年9月には、第94回アカデミー賞国際長編映画賞のウクライナ代表作品として選出された。

## あらすじ
4つの短編ストーリーが、ドンバス戦争中のドンバスの道路沿いで展開される。安全な場所はなく、誰も状況を理解できない。混沌とした状況の中でも一部の人々は他者に対して権威を持つことがある。しかし、明日が来るとは限らないこの世界では、誰もが無力で悲惨なわけではない。最も無垢な被害者でさえ、主導権を握る瞬間が訪れることがある。

## キャスト
映画の主な出演者:
- ゾヤ・バラノフスカ - 若い女性役
- マリーナ・クリモワ - ジャーナリスト役
- アンナ・ジュラフスカ - 少女役
- イーホル・コルトフスキー - 校長役
- アンドリー・レリュク - 指揮官役

## 評価
『バッド・ローズ』はRotten Tomatoesのレビュー集計サイトで91%の支持率を獲得しており、11件のレビューに基づく平均評価は7.6/10。また、Metacriticでは100点満点中66点が付けられており、「概ね好意的なレビュー」を示している。